# Provinciile Unite din America Centrală
Republica Federală a Americii Centrale (Spaniolă: República Federal de Centroamérica), cunoscută și ca Provinciile Unite din America Centrală (Spaniolă: Provincias Unidas del Centro de América) în primul an de la creare, a fost un stat suveran în America Centrală format din teritoriile Căpităniei Generale a Guatemalei din Noua Spanie. A existat din 1823 până în 1841, și a fost o republică democrată.
Republica era formată din țările din America Centrală de astăzi : Costa Rica, El Salvador, Guatemala, Honduras, și Nicaragua, și statul din sudul Mexicului Chiapas.În anii 1830, a fost adăugat un al șaselea stat - Los Altos, cu capitala în Quetzaltenango - care ocupă părți din ceea ce sunt acum zonele înalte din vestul Guatemalei și Chiapas.
La scurt timp după ce America Centrală și-a declarat independența față de Imperiul Spaniol în 1821, unele dintre aceste țări au fost anexate de Primul Imperiu Mexican în 1822 iar apoi America Centrală a format o Republică Federală în 1823. Din 1838 până în 1840, în federație a avut loc un război civil, conservatorii luptând împotriva liberalilor și separatiștilor luptând pentru secesiune. Aceste facțiuni nu au putut să-și depășească diferențele ideologice și federația a fost dizolvată după o serie de conflicte sângeroase.

## Nume și simboluri
Steagul arată o bandă albă între două dungi albastre, reprezentând pământul dintre două oceane. Stema prezintă cinci munți (unul pentru fiecare stat) între două oceane, depășite de o șapcă frigiană, emblema Revoluției franceze. Steagul a fost introdus în zonă de comodorul Louis-Michel Aury și inspirat de drapelul argentinian. Națiunea a adoptat, de asemenea, termenul „provincii unite”, folosit în numele inițial al Argentinei, Provincias Unidas del Río de la Plata.

## Steagurile succesoare
Astăzi, toate cele cinci steaguri ale națiunilor care compuneau federația, au păstrat vechiul model federal cu două benzi albastre care leagă o dungă albă interioară. (Costa Rica și-a modificat în mod semnificativ drapelul în 1848, întunecând albastrul și adăugând o bandă roșie interioară dublă). Cel de al șaselea stat de scurtă durată Los Altos a fost anexat de Mexic și incorporat în statul Chiapas.

Steagul original al Republicii Federale a Americii Centrale, 1823-1839

Națiunile membre, 1839
Guatemala
El Salvador
Honduras
Nicaragua
Costa Rica
Los Altos

Actualele steaguri
Guatemala
El Salvador
Honduras
Nicaragua
Costa Rica
Chiapas